# Captopril
Captopril is een geneesmiddel uit de groep van ACE-remmers. Het wordt voorgeschreven bij hypertensie (bloeddrukverhoging), hartfalen en bij de nabehandeling van hartinfarct evenals bij nieraandoening door suikerziekte (diabetische nefropathie).
Captopril was de eerste synthetische ACE-remmer. Het Amerikaans octrooi werd verleend in september 1977 aan E.R. Squibb and Sons, dat later opging in Bristol-Myers Squibb. Die verkoopt het onder de merknaam Capoten. Er zijn nu ook verschillende generieke geneesmiddelen met captopril verkrijgbaar.
Captopril is gebaseerd op de invloed van het gif van de Braziliaanse slang Bothrops jararaca op bradykinine.

## Werking
ACE-remmers blokkeren de omzetting van het peptide angiotensine I naar angiotensine II door het angiotensine-converterende enzym (ACE). Ze zijn daarom bruikbaar om hypertensie die verband houdt met angiotensine II, te verlagen of te verlichten. Ze verlagen de belasting van het hart en verwijden de perifere bloedvaten en doen zo de bloeddruk dalen.

## Bijwerkingen
De meest voorkomende bijwerkingen van captopril zijn: prikkelhoest; huiduitslag en andere huidaandoeningen zoals jeuk, blaasjes, roodheid of overgevoeligheid voor zonlicht. Soms treedt er angioneurotisch oedeem op, dit is vochtophoping rond lippen, kin en mond. Het gebruik van captopril kan soms een te lage bloeddruk meebrengen waardoor men zich duizelig voelt.